# Louis Moto
La Detlev Louis Motorrad-Vertriebsgesellschaft mbH (Louis Moto) est un distributeur d’équipements, de pièces de rechange et d’accessoires pour motos. Ses produits sont diffusés en France via le site internet louis-moto.fr qui dispose également d’une hotline en langue française. Le siège de Louis, fondé en 1938, se trouve à Hambourg, dans le Nord de l’Allemagne.

## Historique
L’entreprise a été fondée en 1938 à Hambourg en Allemagne par Walter Lohmann. En 1946, Detlev Louis le rejoint, et peu après le changement de nom (encore actuel aujourd’hui) s’impose : Detlev Louis Motorradvertriebs GmbH. À l’époque, quatre personnes travaillaient pour Louis à la vente de deux-roues motorisés des marques A.J.S., Heinkel et Adler, ainsi qu’à l’atelier pour leur entretien et la réparation. Dès 1960, Louis construit un nouveau magasin avec atelier dans la Rentzelstraße, proche de la fameuse tour de télécommunications de Hambourg. Ce sera le plus gros magasin moto d’Allemagne. En 1967 sort le premier catalogue Louis en format A5, comportant 24 pages pour représenter des vêtements de moto — en cuir évidemment — et quelques accessoires. De nouvelles marques moto enrichissement l’offre de Louis au fur et à mesure, avec notamment l’arrivée de Honda en 1968. 1969, Louis devient importateur officiel de la marque Kawasaki pour l’Allemagne. 
Dans les années 1970 et 1980, Louis importait également des machines italiennes des marques Laverda et Malaguti. Aux côtés de Detlev Louis, Günther Albrecht fut nommé co-gérant, ainsi que le fils Stephan Louis (en 1981). L’administration, le magasin, le stock et l’atelier déménagèrent en 1977 dans la Süderstraße où aujourd’hui il existe encore un Louis Shop. La première filiale de Louis ouvrit ses portes à Hannovre en 1981. Depuis, le réseau de filiales ne cesse de croître en Allemagne et en Autriche. En 2007, soixante magasins Louis constituaient un réseau de vente.
Avec le succès de la vente d’équipements et d’accessoires, la vente de motos devint de moins en moins importante pour Louis, pour totalement disparaître en 1990. En 1991, toute l’entreprise déménagea dans son nouveau centre de logistique, à Hambourg Allermöhe, proche de l’autoroute A25. Les agrandissements de 1994, 1998, 2006, 2010 et 2016 ont porté la surface de stockage à plus de 50 000 m2. Louis compléta sa distribution dès 1997 par de la vente en ligne sur internet. Elle représentait en 2014 environ 20 % du chiffre d’affaires.
Le propriétaire de l’entreprise qui porte son nom décéda en 2012.
En 2014 démarre le site marchand de Louis pour la France. La première filiale en Suisse ouvre en 2016. En 2016, plus de 1 700 personnes travaillent pour Louis en Allemagne, en Autriche et en Suisse.
En février 2015, Warren Buffett, à travers son fonds d’investissement Berkshire Hathaway, achète Louis Moto pour 400 millions de dollars US.

## Structure de distribution
Vente en boutique : 80 filiales en Allemagne, en Autriche et en Suisse avec au total 30 000 m2 de surface dédiée. Vente par correspondance : catalogue annuel, brochures mensuelles, boutique en ligne, newsletter électronique. Stock central avec plus de 50 000 m2 à Hambourg Allermöhe (Nord de l’Allemagne).

## Assortiment et marques propres
L’assortiment compte plus de 35 000 articles couvrant des domaines variés : vêtements pour la pratique de la moto (mais aussi de scooters et de quads), outdoor (tentes, accessoires de camping), sacs à dos et bagagerie moto, cadeaux (livres, DVD, modèles miniatures, manuels de réparation, etc.), articles techniques (ex. : systèmes de navigation pour motos, systèmes intercom et Bluetooth), outillage et équipements d’atelier, pièces de rechange, huiles, produits d’entretien, autres pièces accessoires pour motos.
En France, Louis est le seul distributeur de marques suivantes (marques propres) :
- AJS (vêtements moto classiques) ;
- Café Racer (vêtements moto) ;
- Cycle Spirit (vêtements moto) ;
- Fastway (vêtements moto) ;
- Highway 1 (vêtements moto  et casques) ;
- Streefighter (vêtements moto, casques et lignes d’échappement) ;
- Vanucci (vêtements moto) ;
- Super Shield (protections) ;
- Braincap (casques) ;
- Madhead (casques) ;
- MTR (casques) ;
- Pilot (casques) ;
- Probiker (vêtements moto und Helme) ;
- DELO (batteries et filtres à air) ;
- Moto-Detail (bagagerie et fixations de bagagerie pour motos) ;
- Nordkap (tentes, sacs de couchage) ;
- Outdoor (équipement de camping) ;
- Procharger (chargeurs, pièces électriques moto/auto) ;
- Procycle (huile moteur, produits d’entretien) ;
- Rothewald (outillage d’atelier de qualité) ;
- Saito (pièces de remplacement pour motos).

### Galerie

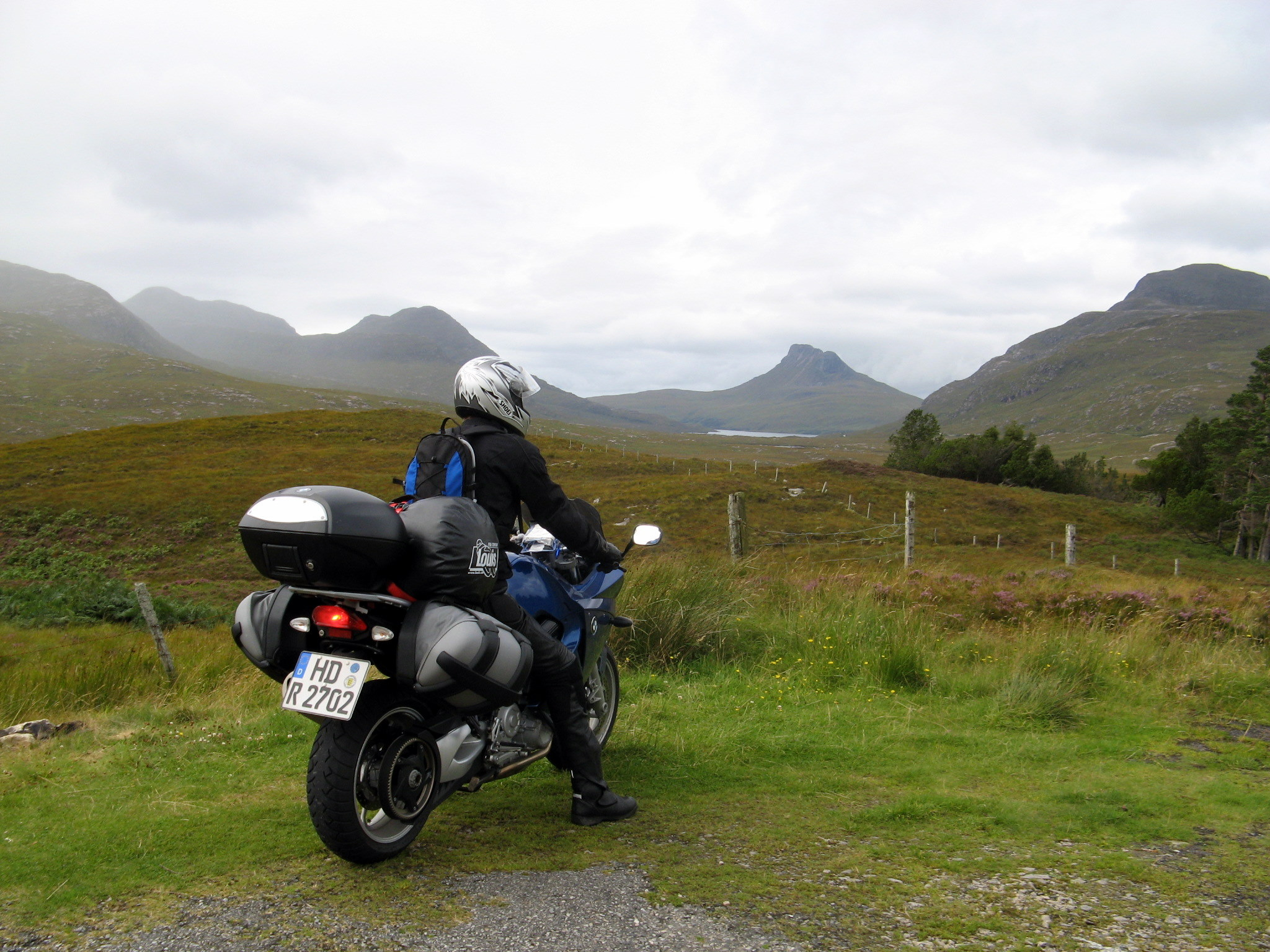
Sac Louis Moto.
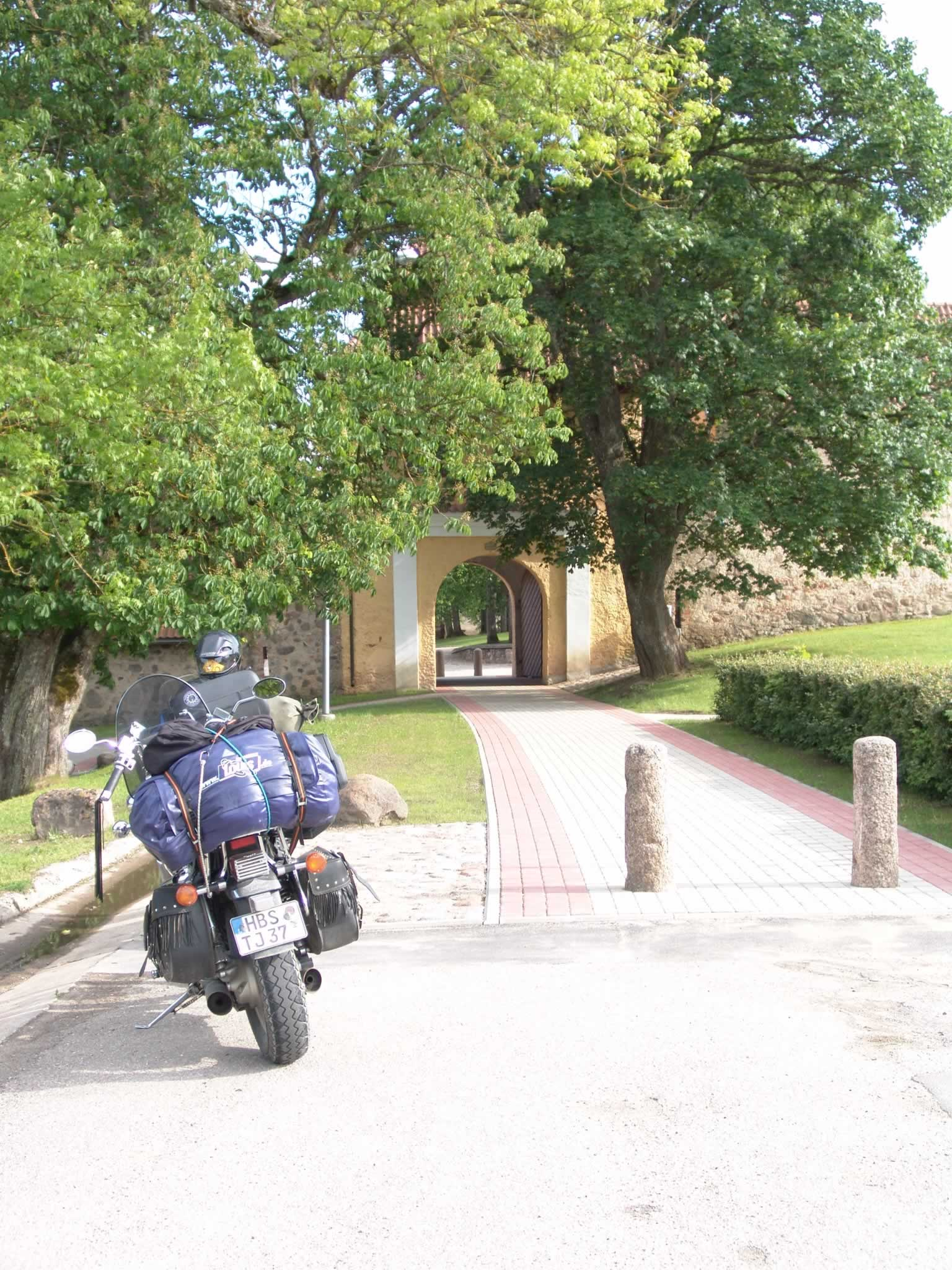
Autre sac.

## Récompenses
- 2002 : élue meilleure marque de Vente par correspondance (VPC) par le magazine Motorrad, Reisen+Sport.
- 2004/2005 : World of Bike Award pour la boutique en ligne www.louis.de.
- 2004 : le magazine Computer Bild (13/2004) attribue à la boutique en ligne louis.de l’appréciation « bien » (note 1,5).
- Magazine Motorrad[2] :
  - meilleur résultat global dans le test VPC ;
  - Best Brand Award (meilleur réseau de filiales) en 2006, 2007, 2008, 2009, 2010, 2011, 2012, 2013, 2014, 2015 et 2016 ;
  - 2010 : récompense Top Shop par le magazine Motorrad pour le site en ligne www.louis.de, considéré comme meilleure boutique en ligne pour vêtements moto, appréciation « exceptionnelle » ;
  - vainqueur du test « meilleure boutique en ligne ».
- Récompenses du Versandhausberater[3] (service d’information VPC) de la FID Verlags GmbH[4] et du Syndicat national du commerce de la vente par correspondance[5].
- 2011 : Lifetime Award pour Detlev Louis (personnellement).
- 2011 : « Vendeur VPC de l’année ».
- Magazine Moped :
  - 2001 : meilleur résultat dans le cadre du test de tous les VPCistes ;
  - 2007 : vainqueur du test « service et conseil dans les boutiques de vêtements moto ».